# Устаррос
Устаррос, Устарросе (ісп. Uztárroz, баск. Uztarroze) — муніципалітет в Іспанії, у складі автономної спільноти Наварра. Населення — 192 особи (2009).
Муніципалітет розташований на відстані близько 360 км на північний схід від Мадрида, 60 км на схід від Памплони.

## Демографія
Динаміка населення (INE ):

## Галерея зображень

Розташування муніципалітету